# Axel Loustau
Pour les articles homonymes, voir Loustau.
Axel Loustau, né le 17 février 1971 à Issy-les-Moulineaux, est un homme d'affaires et homme politique français, membre du Front national, devenu Rassemblement national.
Militant du Groupe union défense (GUD) dans les années 1990, proche de Marine Le Pen, il était conseiller régional d'Île-de-France entre 2015 et 2021. Il est également trésorier du micro-parti Jeanne jusqu'en janvier 2022. Il continue d'être proche de franges plus radicales de l'extrême droite.

## Biographie

### Origines et formation
Axel Loustau est né le 17 février 1971 à Issy-les-Moulineaux dans les Hauts-de-Seine.
Son père, Fernand Loustau (1937-1993), ami de Jean-Marie Le Pen, est un ancien parachutiste et membre de l'Organisation de l'armée secrète. Il est également un ancien actionnaire de National-Hebdo et a créé la société de gardiennage Normandy SA en 1977,,.
Il étudie le droit à l'université Paris-Panthéon-Assas, où il fréquente Marine Le Pen pour la première fois.

### Débuts militants au GUD
Dans les années 1990, Axel Loustau milite au sein du Groupe union défense (GUD), un mouvement étudiant connu « pour sa violence et ses engagements à l'extrême droite ».
Accompagné de Frédéric Chatillon, Axel Loustau rencontre en 1992 Léon Degrelle, ancien Waffen-SS, afin de lui rendre hommage. Il déclare : « Mon général, c’est un très grand honneur ». Dans un article publié en septembre 2017, le quotidien Libération fait notamment état de « l'adoration » qu'Axel Loustau vouait à Léon Degrelle. Au sujet de l'admiration qu'il portait au Sturmbannführer, Axel Loustau plaide cependant pour l'erreur de jeunesse, en soulignant qu'il avait vingt ans au moment de la poignée de main à Madrid. Tout en affirmant avoir « du respect pour les gens qui se battent pour leurs idées », Axel Loustau souligne qu'il aurait fait de même pour « un général de l'armée soviétique qui a libéré Berlin ».

### Carrière politique au FN/RN et suite de ses activités au sein de l'extrême droite radicale
En 1997, il est candidat aux élections législatives dans la dixième circonscription des Hauts-de-Seine, présenté par le Front national. Il y réalise le score de 10,74 %, dépassé par André Santini et Guy Janvier, qui s'affrontent au second tour,.
En mai 2010, il participe à la manifestation néofasciste du Comité du 9-Mai (C9M) en l'hommage de Sébastien Deyzieu, en marge de laquelle il menace des journalistes et leur crache dessus,.
En septembre 2011, lors de son 40 anniversaire, il effectue un salut le bras tendu qualifié de salut nazi. Lors de l'émission L'Entretien politique du 28 mars 2017, Marine Le Pen est invitée à réagir à cette photographie que le journaliste David Pujadas lui présente : « Vous avez vu cette photo où l’on voit Axel Loustau faire un salut nazi ? ». Marine Le Pen s'indigne et explique qu'Axel Loustau « dit bonjour à ses amis ».
Par ailleurs, des captures d'écran de sites de réseaux sociaux, publiées par des médias, montrent la photo d'une assiette, où une croix gammée est dessinée par les grains de riz, avec comme commentaire : « Une bonne petite assiette de riz. Toute simple ». Il a tenu plusieurs comptes Facebook avec les pseudonymes « Alex Soulatu », « Alex Saloutu », « Alex Talusou », « Edmond Dantes ».
En 2012, il devient trésorier du micro-parti Jeanne, fonction qu'il occupe jusqu'en 2022.
En avril 2013, Axel Loustau est interpellé par les forces de l'ordre, casqué, lors des violences en fin des manifestations de La Manif pour tous. En 2014, il participe à la manifestation Jour de colère aux côtés de l'un des organisateurs.
En 2015, placé en troisième position de la liste FN des élections régionales pour le département des Hauts-de-Seine, il n'est pas élu mais remplace la seconde de liste (Nathalie Betegnies) à la suite de sa démission, et siège au conseil d'Île-de-France,.
La société financière Agos d'Axel Loustau est soupçonnée d'avoir payé, le 13 novembre 2015, les cautions de Logan Djian (dit « Le Duce ») et Loïk Le Priol,, deux militants du Groupe union défense mis en examen et placés en détention provisoire pour avoir torturé leur ancien président, Edouard Klein, à son domicile le 8 octobre 2015,,.
En 2016, Axel Loustau anime le cercle Cardinal, dont la vocation est de rapprocher le Front national des dirigeants d'entreprise.
Pour l'élection présidentielle de 2017, Axel Loustau et Jean-Michel Dubois assurent la question financière de la campagne de Marine Le Pen. Secrétaire départemental FN du département des Hauts-de-Seine, il devait être candidat, pour la deuxième circonscription (Asnières - Colombes sud), aux élections législatives qui suivront la présidentielle de 2017. C'est finalement Liliane Pradier qui est investie.
En novembre 2017, Le Monde le présente comme « un ami de Marine Le Pen incontournable » et évoque l'exclusion du FN d'Antoine Chudzik, après que celui-ci a accusé Axel Loustau de menaces et s’en est plaint auprès de sa direction.
À l'occasion du XVIe congrès du Front national, il est candidat pour la première fois au comité central du parti.
En octobre 2020, quelques jours seulement après l'assassinat à Conflans-Sainte-Honorine du professeur d'histoire-géographie Samuel Paty, Axel Loustau se voit reprocher, par plusieurs médias, ses relations passées avec l'imam Abdelhakim Sefrioui, mis en examen le 22 octobre 2020 pour complicité d'assassinat en relation avec une entreprise terroriste,,,. D'après Mediapart, Axel Loustau, aux côtés de Frédéric Chatillon, ancien chef du Groupe union défense (GUD), aurait participé le 10 janvier 2009 à une manifestation organisée par le collectif Cheikh Yassine. Une vidéo que s'est procurée Mediapart montre, selon le média, une proximité entre Axel Loustau, Frédéric Chatillon, l'humoriste Dieudonné et l'imam Abdelhakim Sefrioui. Des images extraites de cette manifestation pro-palestinienne ont également été diffusées par le site internet antifasciste La Horde.
Il n'est pas réinvesti par le RN pour les élections régionales de 2021 en Île-de-France : il se serait volontairement mis en retrait pour se consacrer à ses activités professionnelles, alors que l'hypothèse de sa candidature avait suscité des remous en interne, notamment sous l'impulsion du « Rassemblement national juif », un collectif regroupant les élus du RN de confession juive, et notamment de Jean-Richard Sulzer. En outre, Valérie Pécresse, candidate à sa réélection à la tête de la Région, avait publiquement rappelé le pedigree d'Axel Loustau.
En mai 2023, il participe à nouveau à la manifestation annuelle du Comité du 9-Mai. Mediapart l'accuse d'y avoir tenté d'intimider leur photographe présent sur place. Interrogée sur la participation d'Axel Loustau à cette manifestation et sur leur proximité, Marine Le Pen nie être une proche d'Axel Loustau et estime que la participation de Loustau à la manifestation du C9M « est peut-être volontaire, et peut-être la conséquence du fait que l'on a rompu toute relation politique ou professionnelle ».
Le dimanche 9 juin 2024, le soir des élections, des voisins se sont plaint de chants nazis venant de sa propriété, à l'occasion du score élevé du RN.

### Homme d'affaires
Axel Loustau est le dirigeant de plusieurs sociétés dont Vendome Sécurité, une entreprise de sécurité privée. Il est actionnaire de la société Riwal de son ami Frédéric Chatillon, au moins jusqu'en octobre 2013. Lorsque — dans le cadre de l'affaire Jeanne — Riwal se voit interdite de relation commerciale directe ou indirecte avec le Front national, il reprend le marché du matériel de campagne du parti avec sa société Presses de France, créée en 2015,, déclarant au Parisien : « J'ai dit à Marine que j'avais les capacités financières pour monter une société. Il n'y a rien d'illégal. On n'allait pas se tourner vers l'imprimerie du Front de gauche ! ».
Son entreprise Astoria Sécurité bénéficie de contrats lucratifs avec la Cité des sciences et de l'industrie depuis 2011 et avec la Régie autonome des transports parisiens depuis 2021, accumulant plus de 25 millions d'euros d'argent public.
En janvier 2022, Le Monde révèle que Loustau et Chatillon détiennent 45% d'e-Politic, une agence de communication fournissant des prestations au Rassemblement national et qui s'occupe notamment de la campagne numérique de Marine Le Pen, malgré le fait que les deux hommes d'affaires soient officiellement tenus à l'écart du RN.

### Vie privée
Son fils Gabriel Loustau milite au sein de Zouaves Paris puis du GUD,, il est fiché S, poursuivi pour provocation publique à commettre un délit, menace de mort, injures à caractère discriminatoire et apologie de crime. En juin 2024, Gabriel Loustau est jugé en comparution immédiate pour agression homophobe avec 3 autres hommes et écope d'une peine de 6 mois avec sursis. Il déclara au commissariat lors de son arrestation  «Vous verrez quand [Jordan] Bardella sera au pouvoir, quand Hitler reviendra.»
Le 24 juin 2024, il écope également d'une amende de 1 440 euros pour « menace de mort et injure publique en raison de l’origine, de la race ou de la religion » pour avoir tweeté « Crevez les ptn, que chacun en frappe un à mort aujourd’hui. et les femmes à l’acide » à la suite de la mort de Thomas Perotto.

## Affaires judiciaires

### Mediapart
Le 5 février 2015, Edwy Plenel, directeur de Mediapart, invité du Grand Journal de Canal Plus, évoque une agression de plusieurs personnes à l'égard de Marine Turchi, une journaliste du quotidien : « On a déposé une main courante au commissariat du 11e arrondissement de Paris. Marine Turchi, qui suit le Front national et qui révèle encore des choses sur le parti de Marine Le Pen, eh bien, Monsieur Loustau, le trésorier, a dit avec un autre, ils lui ont dit : "On va te tuer, on va t’attendre chez toi" ». Axel Loustau poursuit alors en diffamation Edwy Plenel. Le 30 mars 2017, la cour d'appel de Paris confirme le jugement de première instance du 17 juin 2016 qui donne tort à Axel Loustau. Ce dernier se pourvoit en cassation.
Le 12 septembre 2015, Axel Loustau poursuit en diffamation Mediapart, qui affirme qu'il a fait un salut nazi. L'audience a lieu le 8 septembre 2017 et, le 10 octobre de la même année, le tribunal — considérant que les arguments présentés par Mediapart « ne suffisent pas à prouver, avec certitude, qu'il s'agit d'un salut fasciste » et que la « référence au "code" gestuel nazi du pouce replié et de la main tendue (...) demeure de l'ordre de l'interprétation subjective » — condamne le directeur de la publication Edwy Plenel à 500 euros d'amende, et la journaliste Marine Turchi, à 500 euros avec sursis. Le média fait appel et, le 13 juin 2018, la cour lui donne raison, infirmant la décision prise par la 17e chambre du tribunal de grande instance de Paris.

### Jeanne
Le 16 mars 2015, Axel Loustau est mis en examen pour escroquerie dans le cadre de l'affaire Jeanne — concernant le micro-parti de Marine Le Pen, dont il est alors le trésorier. À l'issue de l'enquête, il est renvoyé devant le tribunal correctionnel, en octobre 2016,. Le procès — au cours duquel comparaissent neuf autres personnalités physiques ou morales (FN et proches) — se tient du 6 au 29 novembre 2019, et par jugement rendu en première instance, le 16 juin 2020, le conseiller régional est relaxé. Les neuf autres personnalités impliquées sont condamnées à diverses peines.
En janvier 2022, il est remplacé par Wallerand de Saint-Just au poste de trésorier de Jeanne, selon les informations de Mediapart.

### Harcèlement et menaces
Une assistante du groupe RN au conseil régional d'Île-de-France dépose une main courante pour harcèlement moral et menaces de mort en 2016. Axel Loustau, avec qui elle avait eu une liaison, n'aurait pas accepté leur rupture et multiplierait mails, appels et SMS menaçants. Il aurait déposé une balle dans son sac à main, et fait pression auprès de Marine Le Pen pour empêcher son embauche au conseil régional. Interrogée par Le Monde en novembre 2017, Marine Le Pen estime que l’affaire « relève de la vie privée de ces personnes ».